# In Am Sayad Mahmood
In Am Sayad Mahmood (* 1956 in Bagdad) ist eine deutsche Sozialarbeiterin irakischer Herkunft.

## Leben
In Am Sayad Mahmood ist studierte Ingenieurin für Elektrotechnik; sie arbeitete an der Universität in Bagdad. Aufgrund des sozialen Engagements ihres Ehemannes wurde ihre Familie durch das Ba'ath-Regime verfolgt. Da sie in Lebensgefahr schwebten, floh sie mit ihrem Mann und ihren zwei Kindern aus dem Irak. Am 29. August 1996 kam sie im Auffanglager des Flughafens Frankfurt an. Bis zum 1. Februar 1998 musste sie 22-mal mit ihrer Familie in  andere Flüchtlingsheime umziehen, bis sie schließlich in Dresden heimisch wurde.
Sie lernte Deutsch und begann anderen Flüchtlingen zu helfen. Sie arbeitete ehrenamtlich als Gemeindedolmetscherin und kulturelle Beraterin für Erwachsene Zuwanderer aus Arabien und Persien. Seit 2001 arbeitet Mahmood im Ökumenischen Informationszentrum in Dresden im Christlich-Islamischen Dialog und der Migrationsberatung tätig. Mahmood ist Mitglied im sächsischen Migrantenbeirat und war bis Januar 2018 stellvertretende Vorsitzende des Dresdner Ausländerrates.
Seit dem Jahr 2012 ist sie deutsche Staatsbürgerin. Im Jahr 2014 wurde Mahmood für ihr Bemühen um den christlich-jüdisch-islamischen Dialog und das Verständnis für kulturelle Diversität mit dem Verdienstorden der Bundesrepublik Deutschland ausgezeichnet. 
In Am Sayad Mahmood lebt in Dresden.

## Ehrungen
- 2013: Sächsischer Integrationspreis (Sonderpreis des Sächsischen Ausländerbeauftragten)
- 2014: Bundesverdienstkreuz am Bande[2]